# Šimun Erdődy
Šimun Bakač Erdődy (mađ. Simon Bakocz de Erdődy) (?, oko 1492. – Čazma, 2. lipnja 1543.), hrvatski ban (1530. – 1534.) i zagrebački biskup (1518. – 1543.) iz velikaške obitelji Erdődy.

## Životopis
Kralj Ludovik II. (1516. – 1526.) imenovao ga je 1518. godine za zagrebačkog biskupa, na prijedlog Šimunova rođaka, kardinala Tome Bakača, a potvrdio ga je papa Lav X. (1513. – 1521.) dana 10. studenoga iste godine.
Nakon poraza na Mohačkom polju 1526. godine, zagrebački je biskup s Krstom Frankopanom sazvao 1527. hrvatsko plemstvo na sabor u Dubravi. Unatoč saboru u Cetingradu, sabor u Dubravi je za kralja izabrao Ivana Zapolju. Ferdinandova je vojska, zbog Šimunove potpore Zapolji, teško oštetila katedralu i sam Zagreb. Istovremeno, Kaptol je bio na strani Ferdinanda I.
Godine 1530. imenovan je za hrvatskog bana. Za vrijeme biskupova opsjedanja Vinodola, 1541. godine, poginuo je Ivan Zrinski što je razgnjevilo njegova brata Nikolu te je on još više napadao biskupa. Smrću biskupa Erdödyja 1543. godine razmirice između Zrinskih i strane Crkve su se stišale.
Za vrijeme Šimunovog biskupovanja došlo je do pojave reformatorskog pokreta predvođenog Martinom Lutherom. Šimun tada piše papi Klementu VII. kako se "energično i bezobzirno opire luteranizmu, jer bi u protivnom veći dio svećenstva njegove biskupije već bio zaražen tom nadasve pogubnom sljedbom." Idućih godina sazivao je Sinode kojima je bio cilj zaustaviti širenje protestantskog učenja.

## Vanjske poveznice
- Šimun Bakač-Erdődy - Hrvatska enciklopedija
- Šimun Bakač Hrvatski biografski leksikon

| Titule u Katoličkoj Crkvi        | Titule u Katoličkoj Crkvi     | Titule u Katoličkoj Crkvi  |
| -------------------------------- | ----------------------------- | -------------------------- |
| prethodnik Ivan VI. Bakač Erdödy | zagrebački biskup 1519.-1543. | nasljednik Nikola II. Olah |
| Političke dužnosti               |                               |                            |
| prethodnik Ivan Karlović         | Hrvatski ban 1530.-1534.      | nasljednik Tomo Nádasdy    |